# ديك ألسويرث
ديك ألسويرث (بالإنجليزية: Dick Ellsworth) هو لاعب كرة قاعدة أمريكي، ولد في 22 مارس 1940 في لاسك في الولايات المتحدة.

## وصلات خارجية
- ديك ألسويرث على موقع دوري كرة القاعدة الرئيسي (الإنجليزية)
- ديك ألسويرث على موقعبيزبول رفرنس.كوم (الدوري الرئيسي) (الإنجليزية)
- ديك ألسويرث على موقعبيزبول رفرنس.كوم (الدوري الثانوي) (الإنجليزية)
- ديك ألسويرث على موقع جمعية أبحاث البيسبول الأمريكية (الإنجليزية)
- ديك ألسويرث على موقع إي إس بي إن.كوم (أم.أل.بي) (الإنجليزية)
- ديك ألسويرث على موقع مشجعي الرسوم البيانية (الإنجليزية)